# Easy (canción de Commodores)
«Easy» es una canción de The Commodores publicada en 1977 por la compañía Motown, pertenece a su álbum epónimo Commodores.
Escrita por el cantante y líder de la banda Lionel Richie, la canción, es una lenta balada que combina con la música country. La letra de la canción habla de un amante despechado, que ha sido víctima del término de una relación romántica con su pareja. Pero en lugar de estar deprimido por esa situación, el narrador cuenta que ha estado tranquilo ante este cambio («easy like Sunday morning»).
Esta canción, lanzada en marzo de 1977, fue realmente como un salvavidas para la banda oriunda de Detroit, ya que debido al fracaso en las radios de su canción "Just To Be Close to You", Richie tuvo que apurarse en escribir una canción que lograra el éxito deseado por la discográfica y la banda. Luego de varios intentos creativos, llegó a componer "Easy" con la cual llegó al número uno en el Billboard R&B, y al cuarto puesto en el Billboard Hot 100.

## Puestos en listas
| Lista                    | Posición |
| ------------------------ | -------- |
| U.S. Billboard R&B chart | 1        |
| U.S. Billboard Hot 100   | 4        |
| UK Singles Chart         | 9        |

## Versiones de otros artistas
"Easy" fue versionada por muchos artistas, tales como Lionel Richie, Clarence Carter, Grant Green, Richie Havens, John Wesley Ryles, Jimmy Lindsay, el finalista del Australian Idol Holly Weinert, el finalista de Canadian Idol Jason Greeley, la ganadora de American Idol Taylor Hicks, la banda irlandesa Westfile, el finalista de American Got Talent Cas Haley, Boyz II Men y Faith No More, quien lanzó su cover de esta canción a finales de 1992. "Easy" fue una muestra que se basaba en la canción "Six Feet Deep" del grupo de rap fundado en Houston Geto Boys incluida en su álbum de 1993 "Till Death Do Us Part". También fue utilizada como un ejemplo en la canción "Hey Ma" de Cam'ron. Otra versión de la canción fue incluida en un promocional de la Liga Nacional de Fútbol durante la década de 2000. También en 2000, el saxofonista Warren Hill publicó una versión instrumental que fue incluida en su álbum "Love Life". La canción cuenta con la voz de Warren.
En 2004, el guitarrista Eric Essix hizo un cover de la canción en su álbum "Somewhere in Alabama".
En 2010, la banda Captain Zig hizo un cover de la canción como la última pista del álbum ""Music is Math". Las voces líderes fueron compartidas por el guitarrista Bill Haberer, el bajista Keith McCrary y el baterista Chris Condel quien cantaba un verso. También en este cover aparece Tom Borthwick en el piano.
En 2020 y como motivo de protesta por la privación de libertades y cierre del ocio nocturno en todo el mundo, el DJ y productor Gilbert Le Funk empleó una parte de la estrofa como sample para su single Wanna Be Free. También en 2020 fue re versionada por la cantante mexicana Ángela Aguilar, para su EP "Qué no se apague la música". 

### Cover de Faith No More
Faith No More grabó una versión de "Easy", originalmente como lado B durante las sesiones de grabación para su álbum de estudio Angel Dust, tras su desempeño repetido durante sus presentaciones en vivo, pero salió como el último sencillo del álbum a finales de 1992 y principios de 1993. Fue un hit de llegando al puesto más alto en el Reino Unido #3, su segundo #1 solo en las listas australianas y finalmente apareció solo en la lista estadounidense Billboard Hot 100, llegando al puesto #58. Se publicó originalmente el 29 de diciembre de 1992, junto con el doble sencillo Be Aggressive, aparece como "I'm Easy" en Europa, y tres meses más tarde en Estados Unidos en el EP Songs to Make Love To, más tarde se incluyó en la versión europea del álbum Angel Dust. Otras apariciones fueron durante un comercial de 2006 de la marca Levi's para los jeans y como la melodía del tema para el programa de TV Goals On Sunday. La mayor diferencia de la versión original es que la de Faith no More no tiene el segundo verso.

#### Puesto en listas
| Lista                   | Posición |
| ----------------------- | -------- |
| Australia ARIA Charts   | 1        |
| Norwegian Singles Chart | 2        |
| UK Singles Chart        | 3        |
| Swiss Single Charts     | 9        |
| Dutch Top 40            | 10       |
| Irish Singles Chart     | 10       |
| Swedish Single Charts   | 11       |
| U.S. Billboard Hot 100  | 58       |